# پل کامیون گوریاک

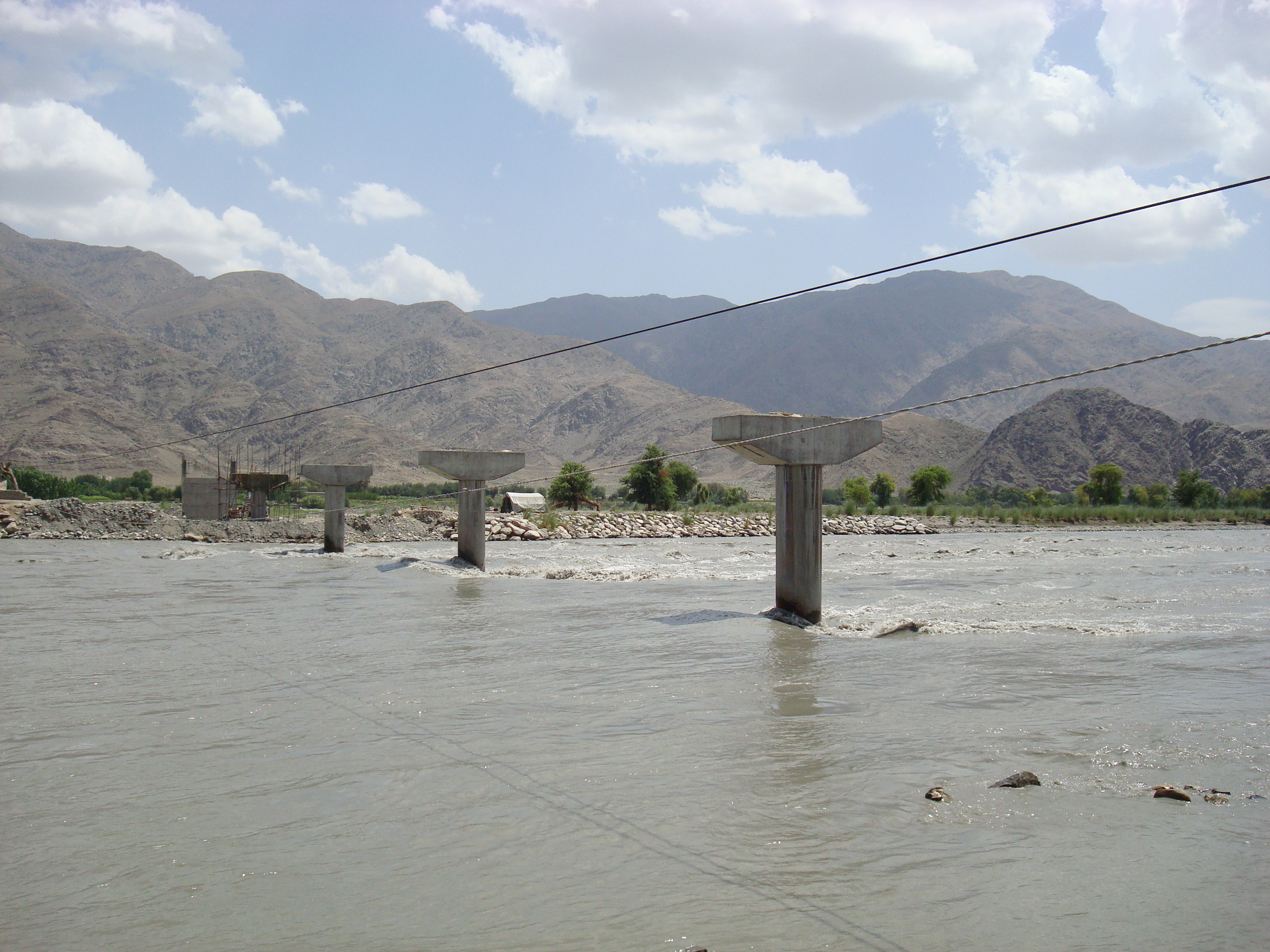
پل گوریاک، زمانی که در حال ساخت است.

بخش های ولایت کنر

پل کامیونی گوریاک پلی است که ولسوالی (بخش) های نورگل و خاص‌کنر در ولایت کنر افغانستان را به هم وصل می کند. اندازه این پل ۲۸۰ متر (۹۲۰ فوت) است که در ۱۷ فوریه ۲۰۰۹ افتتاح شد. هزینه ساخت این پل ۱٫۷ میلیون دلار بوده است.
نظارت بر ساخت و ساز این پل توسط تیم بازسازی ولایتی کنار انجام شده است. کار ساخت این پل به موقع و براساس بودجه بنیاد عبدالحق تکمیل شد. 